# Queen Mary's Song
Queen Mary's Song è una canzone scritta dal compositore inglese Edward Elgar nel 1889.

## Storia
Le parole sono tratte da Lute Song di Alfred Tennyson.
Fu composta tra il 14 giugno e il 1º luglio 1889 e dedicata a "J. H. Meredith".
La canzone fu pubblicata per la prima volta da Orsborn e Tuckwood nel 1889, poi da Ascherberg nel 1892. Fu ripubblicata nel 1907 come uno dei Seven Lieder of Edward Elgar, con parole inglesi e tedesche.

## Versi
Parole in tedesco di Ed. Sachs
| Inglese Queen Mary's Song Hapless doom of woman happy in betrothing, Beauty passes like a breath and love is lost in loathing: Low! my lute: Speak low, speak low, my lute, but say the world is nothing. Low! lute, low ! Love will hover round the flowers when they first awaken; Love will fly the fallen leaf, and not be overtaken; Low, my lute ! O low, O low, my lute! we fade and are forsaken. Low, dear lute, low ! | Tedesco Maria Stuart's Lied zur Laute Glücklos Schicksal des Weibes, Glücklich nur im Wähnen, Schönheit schwindet wie ein Hauch, Und Lieb' vergeht in Tränen: Leis', mein Spiel ! Tön' leis, o leis, mein Spiel, doch sag der Welt mein Sehnen. Sanft! Laute, sanft ! Liebe schützt die zarten Keime, Wenn sie Wurzel fassen; Liebe flieht die welken Blüten, Wenn Farb' und Leben blassen; Leis', mein Spiel ! Tön' leis, o leis, mein Spiel! Verwelkt sind wir verlassen. Sanft, o Laute, sanft ! |

## Incisioni
- Songs and Piano Music by Edward Elgar contiene "Queen Mary's Song" interpretato da Amanda Pitt (soprano), con David Owen Norris (pianoforte).
- Elgar: Complete Songs for Voice & Piano Konrad Jarnot (baritono), Reinild Mees (piano)
- The Songs of Edward Elgar SOMM CD 220 Catherine Wyn-Rogers (soprano) con Malcolm Martineau (piano), at Southlands College, Londra, aprile 1999